# K&S Films
K&S Films es una productora de cine argentina, fundada en 2004 por Oscar Kramer (1937-2010) y Hugo Sigman. Entre sus producciones más destacadas se encuentran las películas El perro, Tiempo de valientes, Relatos salvajes, El clan y la serie El Reino.

## Historia
En 2004 el empresario Hugo Sigman se asocia con el productor cinematográfico Oscar Kramer, para producir juntos la película "El Perro". Esta sociedad trabaja durante seis años produciendo diversas películas. Desde el fallecimiento del cineasta Oscar Kramer en 2010, la productora sigue funcionando como parte del Grupo Insud, del cual Hugo Sigman es fundador, CEO y accionista.
En los últimos años, la productora ha producido películas con muy buena recepción del público. Relatos Salvajes (2014) estuvo nominada a los Premios Oscar como mejor película extranjera, y se consagró como la película argentina más vista de la historia.

## Memoria AMIA
En 2016, la AMIA comenzó a trabajar en el proyecto "La Memoria", que consistiría en realizar un videoclip en homenaje a las víctimas del Atentado a la AMIA perpetrado en 1994. La idea era lograr unir a cien artistas de la música popular argentina para grabar la canción "La Memoria", de León Gieco, quien había cedido los derechos de la misma. En abril de ese año, la mutual contactó a Hugo Sigman, quien todos los años colabora con la acción de AMIA para conmemorar a las víctimas. Sigman tomó el proyecto y la productora K&S Films se hizo cargo de la realización del video, a modo de aporte a la causa y sin recibir ganancias por ello.
El video contó con la participación de grandes figuras, tanto artistas como equipo técnico. La producción musical estuvo a cargo de Lito Vitale, quien se encargó de producir la banda instrumental, convocar a los artistas y elegir qué parte cantaba cada artista. K&S Films convocó al director Sebastián Orgambide y a un equipo técnico de primer nivel. Luego de visitar distintas locaciones para el rodaje, se optó por el Auditorio de la Paz de la asociación budista Soka Gakkai International. Entre las figuras que aparecen en el video, se encuentran Valeria Lynch, Patricia Sosa, Abel Pintos, Julia Zenko, Raúl Lavie, Diego Torres, Axel, Teresa Parodi, Soledad Pastorutti, Los Pimpinela, Elena Roger y muchos otros. El rodaje se realizó el 31 de mayo desde las 10 de la mañana hasta las 19:00, grabando todas las voces en vivo. Debido a la gran convocatoria de artistas, se dividió el rodaje en dos turnos, uno por la mañana y otro por la noche. Todos coincidieron al mediodía, el momento cuando se grabó el coro con todos juntos.
El video tuvo más de 3 millones de vistas, fue subtitulado en español, inglés, italiano, hebreo, alemán y árabe; y contó con una gran repercusión en los medios.

## Filmografía parcial
| Año  | Película                |
| ---- | ----------------------- |
| 2004 | El perro                |
| 2005 | Tiempo de valientes     |
| 2006 | Crónica de una fuga     |
| 2013 | Séptimo                 |
| 2014 | Relatos salvajes        |
| 2015 | El Clan                 |
| 2015 | Truman                  |
| 2017 | La cordillera           |
| 2018 | El Ángel                |
| 2019 | La odisea de los giles  |
| 2019 | Mientras dure la guerra |
| 2021 | El reino                |
| 2022 | El fin del amor         |
| 2023 | División Palermo        |
| 2025 | El Eternauta            |